# 內莉·梅爾巴

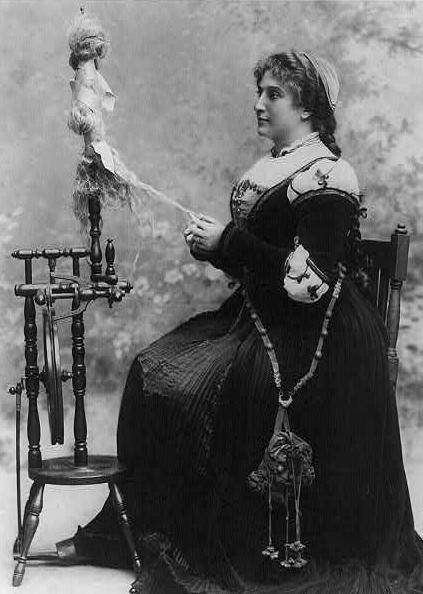
內莉·梅爾巴

內莉·梅爾巴女爵士，GBE（Dame Nellie Melba，1861年5月19日—1931年2月23日），澳大利亚女高音。她是澳大利亚第一位获得国际声誉的女高音，也是当时世界上最著名的歌剧演员之一。 

## 早年
內莉·梅爾巴為墨爾本市里奇蒙人氏，出生地Helen Porter Mitchieved，生於1861年5月19日，其父David Mitchell為蘇格蘭人，為一名建築承包商與優秀的男低音，其母Isabella Dow為梅爾巴的第一位音樂老師。梅爾巴受教於墨爾本長老教會女子學院(Presbyterian Ladies' College, Melbourne)，開啟了她早期的音樂課程，拜師於Ellen Christian與義大利男高音Pietor Cecchi，其最大之功勞在於極力促成梅爾巴以歌唱為業。
回到1884年的墨爾本，梅爾巴決意成為一位專業的歌唱家，並且加入了協奏會與獨奏會成為一員。在1886年，她得到一個機會，隨同她父親前往倫敦。一次與著名女中音Mathilde Marchesi成功的同臺演出經驗中，更加強她去實踐自己的夢想。她開始向Marchesi學習，並且採用一些作曲家的作品，諸如Delibes、Massenet與Gounod。Marchesi開始建議她採用較適合的舞臺戲名。內莉取了「梅爾巴」這個簡單的名字，以紀念她出生與成長的城市。

## 事業發展
1887年，梅爾巴第一次於布魯塞爾初試啼聲，劇碼是威爾第的《弄臣》，梅爾巴擔任當中弄臣之女吉爾達女高音的角色，之後在各地巡迴演唱，包括倫敦、巴黎、米蘭、紐約與其它重要城市，獲得極大的成功。幾年之後，她被受注目，成為最為出名與熟練的女高音。雖然1888年剛開始時，沒有引起众人过多的注目，她於倫敦科芬園(Covent Garden)接受招待。當她在巴黎演出成功時，她建立了自己在科芬園首席女高音的地位。女王頌(Queen of Song)的成功使她在科芬園擁有一棟時毫的房間。她最為成功的角色是普契尼的作品《波西米亞人》中的詩人魯道夫的鄰居咪咪(Mimi)女高音。
梅爾巴成功返鄉是在1902年的時候，一連串的巡迴演唱會於紐澳之間。其所到之處，為數眾多與熱情的群眾群聚祝賀她。1903年梅爾巴再度返回歐洲，其中數次回鄉。1909年她旅行於澳洲內陸，並置產於墨爾本份近的冷溪(Coldstream)，近於維多利亞．莉莉達雷市。而且僱用了建築家John Grainger(作曲家Percy Grainger之父)，去設計其莊園康伯小屋(Coombe Cottage)。在1911年、1924年與1928年，梅爾巴創立梅爾巴與威廉遜歌劇公司(Melba-Williamson Opera Company)於澳洲。
於澳大利亞期間逢第一次世界大戰，梅爾巴不辭辛勞的籌組戰時慈愛基金。她也免費辦有戰時演奏會於北美。鑑於梅爾巴於戰時的貢獻，她在1918年獲頒爵士級司令大英帝國勳章(Dame Commander of the Order of the British Empire)。此時梅爾巴也創立了墨爾本音樂學校(Melbourne Conservatorium of Music)於艾伯特街，現今改名為墨爾本音樂紀念學校(Melbourne Memorial Conservatorium of Music)，由梅爾巴提貢免費補助。她也經常自莉莉達雷出去旅行，示範其梅爾巴式的女孩(Melba's Girls)。
梅爾巴的聲音值得注意的地方，在於其均值幾乎跨越了三個八度音，與其純潔的音色。1904年至1926年間，她有近200場的錄音，在1920年她開始她第一次國際知名的定期廣播放送。

## 晚年與退休
內莉·梅爾巴的退休演唱會得到了大量觀眾的支持，她的最後一場歌劇於1926年。在澳大利亞，她最後一次感性的演奏會舉行於1928年。同年她演唱於坎培拉國會殿堂中，並獲頒爵士級大十字大英帝國勳章。
1931年2月23日，梅爾巴逝世於悉尼，並安葬於維多利亞．莉莉達雷市公墓。
至今梅爾巴為澳大利亞幣百元鈔正面人物，其代表性十足，堪為人民典範。